# Tapio
Pour les articles homonymes, voir Tapio (homonymie).
Tapio est un esprit ou une divinité de la forêt dans la mythologie finnoise, et il apparait dans l'épopée nationale finlandaise le Kalevala.

## Présentation
Les chasseurs le priaient avant une chasse. 
Son épouse est la déesse de la forêt, Mielikki. 
Son fils est Nyyrikki (le dieu de la chasse) et ses filles sont Tyytikki, Tuulikki, Annikki et Tellervo. 
Correspondant à l'archétype de l'homme vert, Tapio a une barbe de lichen et des sourcils de mousse.